# MTV ao Vivo: Gabriel o Pensador
MTV ao Vivo: Gabriel o Pensador é o primeiro e, até o momento, único álbum ao vivo e em vídeo do rapper brasileiro Gabriel o Pensador, gravado na Fundição Progresso, Rio de Janeiro, em 14 e 15 de dezembro de 2002, e lançado em CD e DVD em 2003 pela Sony Music.
O álbum teve a maioria de seu repertório extraído do segundo show, formado por sucessos como "2345meia78", "Cachimbo da Paz", "Se Liga Aí", "Festa da Música Tupiniquim", "Astronauta" (que contou com participação de Lulu Santos e foi a única música extraída da primeira noite), "Lavagem Cerebral" (que recebeu novo arranjo musical e foi relançada com o nome "Racismo é Burrice") e "Lôrabúrra".
Também inclui três canções inéditas: "Retrato de um Playboy - Parte 2" (lançada como primeiro single, com grande sucesso); "Mandei Avisar" (parceria com o músico Marcelo Yuka, que produziu esta faixa e a versão de "Lôrabúrra") e "Cara Feia" (que contou com a participação dos Titãs e cuja letra foi escrita às vésperas da eleição presidencial que elegeu Luiz Inácio Lula da Silva como Presidente da República em 2002).
Algumas canções antigas, como "Abalando", "175 Nada Especial" (do primeiro disco) e "Tô Contigo e Não Abro" (de Ainda é Só o Começo, de 1995), foram mixadas em um pot-pourri intitulado Medley Back to Back, que reúne seis canções. Também do primeiro disco foi regravada O Resto do Mundo, canção pouco conhecida no Brasil, mas de grande sucesso em Portugal e Angola.

## Faixas
1. 2345meia78 (Good Times)
2. Cachimbo da Paz
3. Pátria Que Me Pariu
4. Racismo é Burrice
5. Pra Onde Vai?
6. Astronauta (participação especial: Lulu Santos)
7. Retrato de Um Playboy - Parte II
8. Lôrabúrra
9. Mandei Avisar
10. Cara Feia (participação especial: Titãs)
11. Se Liga Aí
12. Até Quando?
13. FDP³ (participação especial: Aninha Lima e Jorge Tito)
14. Medley Back to Back: Abalando / Indecência Militar / Tô Contigo e Não Abro / Mentiras do Brasil / 175 Nada Especial / Esperanduquê
15. O Resto do Mundo
16. Festa da Música Tupiniquim

## Formação da banda
- Ciro Cruz: baixo acústico, baixo up-right e baixo elétrico (exceto faixas 8, 9 e 14)
- Felipe Pinaud: guitarra rítmica e flauta
- Fernando Magalhães: guitarra solo e violão
- Liminha: guitarra, baixo elétrico e baixo acústico
- Gelsinho Moraes: bateria (faixas 6 a 16, exceto 8, 9, 11 e 14)
- DJ Cleston: scratch, percussão e MPC (faixas 9 e 16)
- Pepe Cisneros: teclados
- Aninha Lima, Abdullah e Che Leal: vocais
- Musicos convidados:
- César "Bodão" Farias: bateria (faixas 1 a 5)
- Marcello "Nuñes": bateria (faixas 8 e 9)
- Berna Ceppas: citara, guitarra e teclado
- Maurício Pacheco: baixo elétrico (faixas 8 e 9)

### Participações especiais
- Aninha Lima e Jorge Tito: vocais em "FDP³"
- Titãs em "Cara Feia"
  - Branco Mello: vocais
  - Paulo Miklos: vocais
  - Sérgio Britto: vocais
  - Tony Bellotto: guitarra
  - Charles Gavin: bateria
- Lulu Santos: citara e vocal em "Astronauta"